# Sofia Eleonora Gahn-Hallgren
Sofia Eleonora Gahn-Hallgren, född 22 augusti 1751 i Voxna socken, död 18 december 1837 i Stockholm, var en svensk etsare.
Hon var dotter till brukspatronen på Voxna Hans Jacob Gahn och Anna Maria Schulz och gift med assessorn Claes Jacob Hallgren. Hon var syster till textilkonstnären Maria Gustava Gahn-Hofgaard. Bland hennes bevarade etsningar finns några med landskapsmotiv och ruinbebyggelse.